# Porte d'Alexandre
La Porte d'Alexandre (ou Arc de Triomphe d'Alexandre) est un monument classique construit sur le modèle des arcs de triomphe romains. Edifié de 1815 à 1817, il est situé dans le jardin Viestura dans la capitale de la Lettonie, Riga .
Il s'agit du seul arc de triomphe de Lettonie. Il est nommé d'après Alexandre Ier Romanov, empereur de l'Empire russe.

## Histoire
Les fondations de l’Arc de Triomphe de Riga furent posées en 1815 en l'honneur de la victoire de l'Empire russe dans les guerres napoléoniennes et des mérites de son empereur Alexandre Ier. Financièrement, le projet a été soutenu par de riches citoyens de Riga. Construit sous la direction de Johannes Daniel Gottfried, l'auteur du projet est inconnu. Initialement, la porte Alexandre était située dans l'actuelle rue Brīvības, où elle fut déplacée après la fin de la guerre de la septième coalition en 1818 et inaugurée par Alexandre Ier en août.
Au fur et à mesure de l'expansion de la ville, elle a été déplacée en 1904 près de la forêt de Shmerļa. Après la mort du colonel Zemitan en 1928, elle fut rebaptisée Porte Zemitan, mais déplacée en 1936 à son emplacement actuel dans les jardins de Viestura.

## Description
L'arc repose sur des colonnes ioniques en grès. Des deux côtés de l'arc, au sommet, se trouvent des médaillons en bronze représentant des symboles de guerre et de paix.
La porte Alexandre mesure 10,1 mètres de haut, 9,7 mètres de large et 5,5 mètres de profondeur, tandis que la largeur du passage est de 4,25 mètres.